# Tayfur Havutçu
Tayfur Havutçu (ur. 23 kwietnia 1970 w Hanau w Niemczech) – turecki piłkarz abchaskiego pochodzenia występujący na pozycji pomocnika.

## Kariera klubowa
Tayfur Havutçu zawodową karierę rozpoczynał w 1992 roku w drużynie SV Darmstadt 98. Wystąpił w 35 spotkaniach, po czym przeniósł się do Fenerbahçe SK. W ekipie "Żółtych Kanarków" wywalczył sobie miejsce w podstawowej jedenastce i przez dwa sezony występów rozegrał 53 mecze. Latem 1995 roku Havutçu podpisał kontrakt z Kocaelispor, w którym także grał w podstawowym składzie. W 1997 roku Tayfur trafił do jednego z najbardziej utytułowanych zespołów w kraju – Beşiktaşu JK. Razem z "Czarnymi Orłami" zdobył mistrzostwo oraz puchar Turcji, dwa razy zwyciężył także w rozgrywkach o krajowy superpuchar. Łącznie przez dziewięć sezonów spędzonych w Beşiktaşie Havutçu rozegrał 243 pojedynki, w których osiemnaście razy wpisał się na listę strzelców.

## Kariera reprezentacyjna
W reprezentacji Turcji Havutçu zadebiutował w 1994 roku. W 2000 roku znalazł się w kadrze drużyny narodowej na Euro 2000. Tam podopiecznym Mustafy Denizliego udało się wyjść z grupy, jednak w ćwierćfinale musieli uznać wyższość Portugalczyków, którzy wygrali 2:0. W 2002 roku Tayfur wystąpił w mistrzostwach świata, na których Turcy niespodziewanie wywalczyli brązowy medal. W meczu półfinałowym nie sprostali późniejszym triumfatorom turnieju – Brazylijczykom, a w pojedynku o trzecie miejsce pokonali 3:2 współgospodarzy mundialu – Koreę Południową. Na mistrzostwach tych Havutçu pełnił rolę rezerwowego. Zagrał co prawda w trzech spotkaniach, jednak w każdym z nich pojawiał się na boisku w samej końcówce. Łącznie dla drużyny narodowej zaliczył 45 meczów, w których strzelił sześć goli.

## Sukcesy
- Brązowy medal Mistrzostw Świata: 2002